# Harvest Moon 64
Harvest Moon 64, released in Japan as Bokujō Monogatari 2 (牧場物語2?), är ett gårdssimuleringsvideospel som utvecklats av Victor Interactive Software och publicerades av Natsume för Nintendo 64-spelkonsolen och det tredje spelet i Story of Seasons-serien (efter Harvest Moon GB). Den släpptes först i Japan den 5 februari 1999 och släpptes senare i Nordamerika den 22 december 1999. [

## Handling
Syftet med Harvest Moon 64 är att återställa och bibehålla en övergiven gård kvarlämnad till spelaren av dennes farfar. Utöver restaureringen av gården finns det ett antal andra sysslor som spelaren kan välja att delta i, bland annat att träna och tävla med sin häst, odla och sälja grödor, delta i en mängd olika festivaler, bli kär och gifta sig och samla recept. Spelaren kan dessutom samla fotografier från olika prestationer och händelser.